# Ascogaster adentata
Ascogaster adentata är en stekelart som beskrevs av Vladimir Ivanovich Tobias 1987. Ascogaster adentata ingår i släktet Ascogaster och familjen bracksteklar. Inga underarter finns listade.